# گمینا نگپورنت
گمینا نگپورنت (به لهستانی:  Gmina Nieporęt) یک گمینا در لهستان است که در شهرستان لگیونووو واقع شده‌است. گمینا نگپورنت ۱۰۰٫۵۲ کیلومتر مربع مساحت و ۱۳٬۴۶۶ نفر جمعیت دارد.